# John Strange Spencer-Churchill
Pour les articles homonymes, voir Churchill et Spencer.

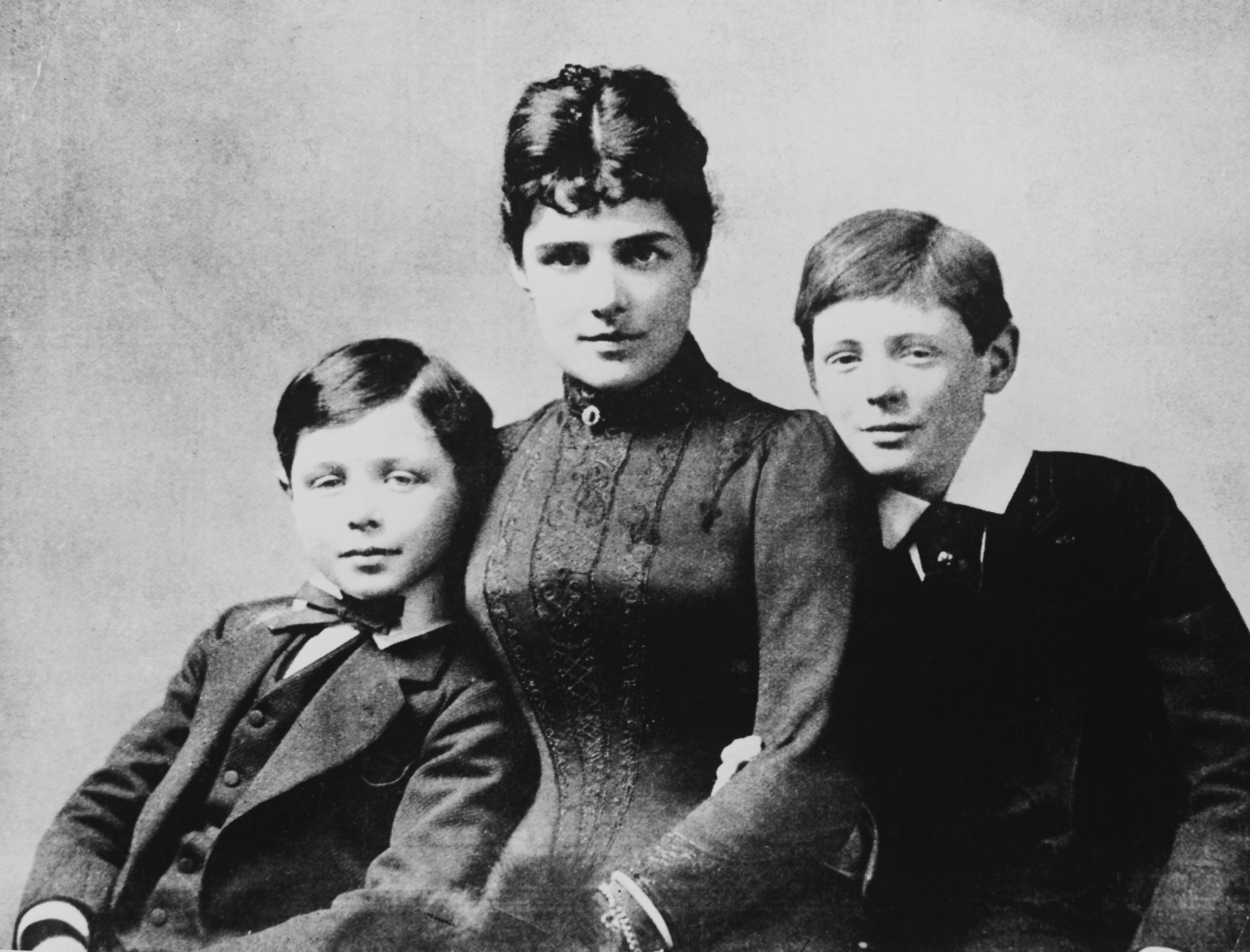
Winston et John.

John « Jack » Strange Spencer Churchill (4 février 1880 - 23 février 1947) est le fils cadet de Randolph Churchill et Jennie Jerome et le frère de Winston Churchill.

## Biographie
Il est né à Dublin en Irlande, à Phoenix Park (où son père est secrétaire de son grand-père, le 7e duc de Marlborough, qui y est vice-roi d'Irlande) et il fait ses études secondaires à Harrow school, comme son frère. Anglican, il se marie civilement (pour des raisons de divergence religieuse entre catholiques et protestants) à Oxford le 8 août 1908 (un mois avant Winston et Clementine) avec Gwendoline Theresa Mary Bertie (20 novembre 1885–7 juillet 1941), une catholique, sœur de Montagu Bertie, que toute la famille appelle "Goonie".
Le couple a trois enfants :
- John George Spencer-Churchill (31 mai 1909 – 23 juin 1992) ;
- Henry Winston Peregrine Spencer-Churchill (25 mai 1913 – 19 mars 2002) ;
- Anne Clarissa Churchill, comtesse de l'Avon (28 juin 1920 – 15 novembre 2021), future deuxième femme du premier ministre britannique Anthony Eden, lord Avon.

## Carrière militaire
Officier de cavalerie de l'armée de réservistes de l'Oxfordshire (Queen's Own Oxfordshire Hussars), il participe à la seconde guerre des Boers entre 1899 et 1900 comme lieutenant du South African Light Horse avec son frère Winston Churchill. Il est blessé à la jambe lors de la campagne de libération de Ladysmith et reçoit une citation le 9 novembre 1900.
Il participe à la Première Guerre mondiale où il est cité ; il sert tout d'abord à l'état-major de John French puis à celui de Ian Hamilton en tant qu'officier de liaison naval avec le corps expéditionnaire en Méditerranée (qui participe, à la suite de la décision de son frère Winston, à la bataille des Dardanelles) puis avec celui de William Birdwood, comme commandant au sein de l'Oxfordshire Hussars Yeomanry, Territorial Force (1ercorps de l'A.N.Z.A.C) et attaché militaire pour le quartier général de la cinquième armée. Il est nommé commandant.
Durant le conflit il reçoit aussi la Croix de Guerre et la Légion d'honneur le 30 mars 1916. Il est également décoré de l'Ordre du Service distingué (Distinguished Service Order) le 3 juin 1918. Enfin, le 24 octobre 1919, il est nommé commandeur de l'Ordre de Saint-Avis du Portugal.

## Carrière civile
Revenu à la vie civile, il retrouve ses confortables fonctions d'agent de change de la Cité de Londres, qu'il a obtenues grâce à l’entregent de sa mère.
Jack et Winston sont très proches, comme leurs épouses Goonie et Clemmie, et avec leurs enfants ils passent beaucoup de temps les uns chez les autres, Clemmie et ses enfants habitant avec Goonie à Londres pendant que leurs maris sont au front en 1915-1916, puis à partir des années 1920 pour des week-ends dans la demeure familiale que Winston a acquise, Chartwell. Une fois veuf en 1941 et sa maison détruite par les bombes, Jack emménage chez son frère devenu Premier ministre au 10 Downing Street. Adulte, Jack ne ressemble plus du tout à son aîné, et rien donc n'indique qu'il est le frère cadet du célèbre Winston - cependant tous les témoignages s'accordent pour dire que cet homme très réservé (le contraire donc de Winston) s'accommodait parfaitement de vivre dans l'ombre de son aîné toujours avide de publicité.
Il meurt en 1947 d'une crise cardiaque, pleuré par Winston, et il est enterré près de ses parents et de son frère à Bladon.